# Tetrapathaea
Tetrapathaea es un género con dos especies de plantas de flores perteneciente a la familia Passifloraceae.

## Especies seleccionadas
- Tetrapathaea australis
- Tetrapathaea tetrandra